# 嚴仁
嚴仁（？—？），字次山，號樵溪，邵武（今屬福建）人，南宋詞人。

## 生平
他與嚴羽、嚴參並稱“邵武三嚴”。其詞多寫男女愛情，“长于庆寿、赠行，洒然脱俗”。況周颐谓其《醉桃源》词“描写芳春景物，极娟妍鲜翠之致，微特如画而已。政恐刺绣妙手，未必能到”。著有《清江欸乃集》，已佚。黄昇《中兴以来绝妙词选》卷五载其词三十首。